# Giovanni Alberto Ristori
Œuvres principales
Calandro,
 Cleonice,
 Orlando furioso,
 Pigmalione
Giovanni Alberto Ristori (1692 - 7 février 1753) est un compositeur d'opéra et chef d'orchestre italien. 

## Biographie

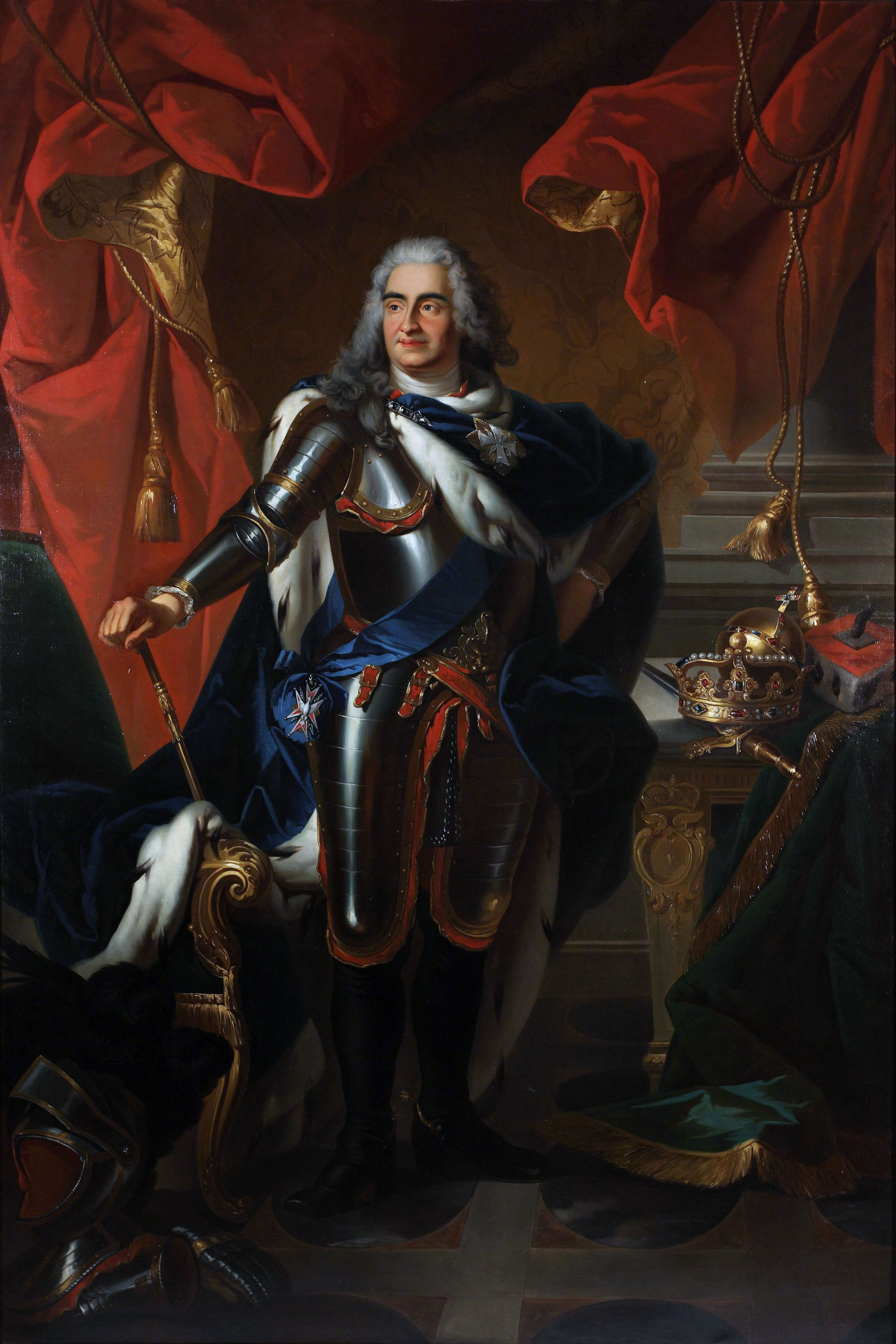
Auguste II de Saxe

Il est probablement né à Bologne. Fils de l'acteur italien Tomaso Ristori, il s'est installé à Dresde en 1715 , dans l'État de Saxe avec la troupe de son père et y fut nommé compositeur de musique profane. 
Il fut considéré comme un talentueux compositeur, pianiste et organiste, et a obtenu le poste de compositeur auprès de la compagnie d'acteurs de la cour italienne en 1717. Il a ensuite reçu les postes d'organiste de chambre en 1733, de compositeur d'église en 1746. Auguste II et Eberhardine de Brandebourg-Bayreuth, le couple princier de l'Électorat de Saxe, sont des fervents catholiques et contribuent à créer entre 1720 et 1750 un grand nombre d’œuvres religieuses festives.

## Œuvre et influence
Calandro, son opéra en trois actes sur un livret de Stefano Benedetto Pallavicino, fut à la fois le premier opéra bouffe écrit en Allemagne et aussi le premier opéra italien joué en Russie. Il a été joué sous sa direction et celle de son père, avec treize acteurs et neuf chanteurs dont Ludovica Seyfried, Margherita Ermini et Rosalia Fantasia, en 1731 à Moscou. 

### Liste des œuvres
Voici, ci-dessous une liste non exhaustive des œuvres de Giovanni Alberto Ristori, dont un grand nombre d'opéras.

#### Opéras
- Orlando furioso (RV Anh. 84) (dramma per musica, livret de Grazio Braccioli, 1713, Venise ; représentation de 1714 d'Antonio Vivaldi avec l'ajout de sa propre musique)
- Pallade trionfante in Arcadia (dramma pastorale, livret d'Otto Mandelli, 1713, Padoue)
- Euristeo (dramma per musica, 1714, Venise ou Bologne  )
- Pigmalione (dramma per musica, livret de F. Passarini, 1714, Rovigo)
- Cleonice (dramma per musica, livret d' A. Constantini, 1718, Moritzburg)
- Calandro  (commedia per musica, livret de Stefano Benedetto Pallavicino, 1726, Pillnitz)
- Un pazzo ne fa cento ovvero Don Chisciotte (opera comique, livret de Stefano Benedetto Pallavicino, 2 février 1727, Dresde)
- Le fate (dramma per musica, livret de Stefano Benedetto Pallavicino, 18 août 1736, Dresde)
- Arianna (azione scenica per musica, livret de Stefano Benedetto Pallavicino, 7 octobre 1736, Hubertusburg)
- Didone abbandonata (pasticcio, livret de Pietro Metastasio, 13 avril 1737, Londres, Covent Garden)
- Temistocle (dramma per musica, livret de Pietro Metastasio, 19 décembre 1738, Naples, théâtre San Carlo)
- Adriano in Siria (dramma per musica, livret de Pietro Metastasio, 19 décembre 1739, Naples, théâtre San Carlo)
- Diana vendicata (festa per musica, livret de Giovanni Claudio Pasquini, 8 décembre 1746, Dresde)
- La liberalità di Numa Pompilio (serenata, livret de Giovanni Claudio Pasquini, 1746, Dresde)
- Trajano (festa da camera, livret de Giovanni Claudio Pasquini, 1746, Dresde)
- Amore insuperabile (festa da camera, livret de Giovanni Claudio Pasquini, 10 février 1747, Dresde)
- I lamenti d'Orfeo (festa di camera, livret de Giovanni Claudio Pasquini, 1749, Dresde)

#### Intermezzi (pièces musicales)
- Delbo e Dorina
- Fidalba e Artabano
- Despina, Simona e Trespolo
- Serpilla e Serpello
- La lite fra la suocera e la nuora

#### Cantate (compositions vocales)
- Lavinia e Turno (E. Talea, 1748)
- Nice e Tirsi (1749)
- Cantata a 4 voci per il Giorno natalizio (1735)
- Componimento per musica, pour la fête du roi (1736)
- Versi cantati in Varsavia (1736)
- La Liberalita di Numa Pompilio (1746)
- Cantata per Comando
- Verdi colli e spiagge amene (settembre 1719)
- Quattro arie italiane

#### Oratorios
- La Deposizione della Croce di Nostro Signore (1732, Dresde)
- La Sepoltura di Cristo (1749)
- La Vergine annonziata

#### Messes et autres musiques sacrées
- Missa per il Santissimo Natale di Nostro Signore (1744 )
- Missa brevis in fa
- Missa brevis in re
- Ite longe hostes crudeles: Mottetto  per basso  solo e basso continuo
- Miserere per 4 voci
- Credo per 4 voci (1751)
- Altri 22 Mottetti
- Trois Requiem
- Litania
- Te Deum

#### Œuvres instrumentales
- Concerto in mi bemolle per oboe solo, violino, viola, oboe e basso in mi maggiore
- Sinfonia in fa maggiore per corni da caccia, 2 violini, viola  e basso (1736)
- Sinfonia in re maggiore per corno, violino, viola e basso (1736)
- Duo sinfonie in re maggiore
- Esercizi per l'accompagnamento